# ZIL-4112R
 (mai 2017).
La ZIL-4112 est une limousine construite par le constructeur russe ZIL.

## Histoire
Surnommée "Limo Number One" , la 4112 a été spécialement développée pour le président russe, et sa mise au point a duré six ans. Ce lourd véhicule est propulsé par un gros moteur de 7,7 litres, et dispose d'équipements raffinés, comme une sellerie en cuir de veau ou bien un système vidéo permettant aux passagers de regarder à l'extérieur même quand les rideaux sont tirés sur les fenêtres. La voiture pèse 3,5 tonnes pour une vitesse de pointe de 200 km/h et consomme 25 litres d'essence aux 100 kilomètres,,,,.
Sa version restylée, la 4112R a été nommée ainsi en l'honneur de Sergueï Rozhkov, le fondateur de Depo-ZIL décédé en 2011. Son engagement pour la marque a conduit celle-ci à mentionner la première lettre de son nom sur le dernier modèle produit. Rozhkov est le fondateur de "Depo-Zyl" , avec Sergueï SoKolov ; le PDG de la compagnie est d'ailleurs sa veuve Tatiana Rozhkova.
La ZIL 4112-R est aujourd'hui encore produite par MS6, une entreprise indépendante renommée par la suite "MSTS6 ZIL", qui loue l'usine AMO-ZiL et continue de prendre en charge l'entretien et la restauration des anciens modèles tout en assemblant la nouvelle Zil-4112R. 
à l'heure actuelle l'auto n'est plus disponible au catalogue de MS6. D'ailleurs cette société ne produit pas de ZIL, elle ne fait que les restaurer à neuf. La 4112R restera donc un exemplaire unique. 

## Caractéristiques techniques
Cette limousine six-portes est propulsée par un V8 7,7 litres essence à injection, relié à une boite automatique 6 vitesses. Sa puissance est d'environ 400 chevaux.
Un blindage sera apposé dès l'adoption du véhicule par le Kremlin ; il est pour l'instant en phase de test,.

## Spécificités
La ZiL-4112R étrenne un nouveau système de climatisation bi-zone. En effet, pour éviter que les deux zones de températures différentes se mélangent, elles sont séparées par un "mur d'air".

## Galerie de photographies

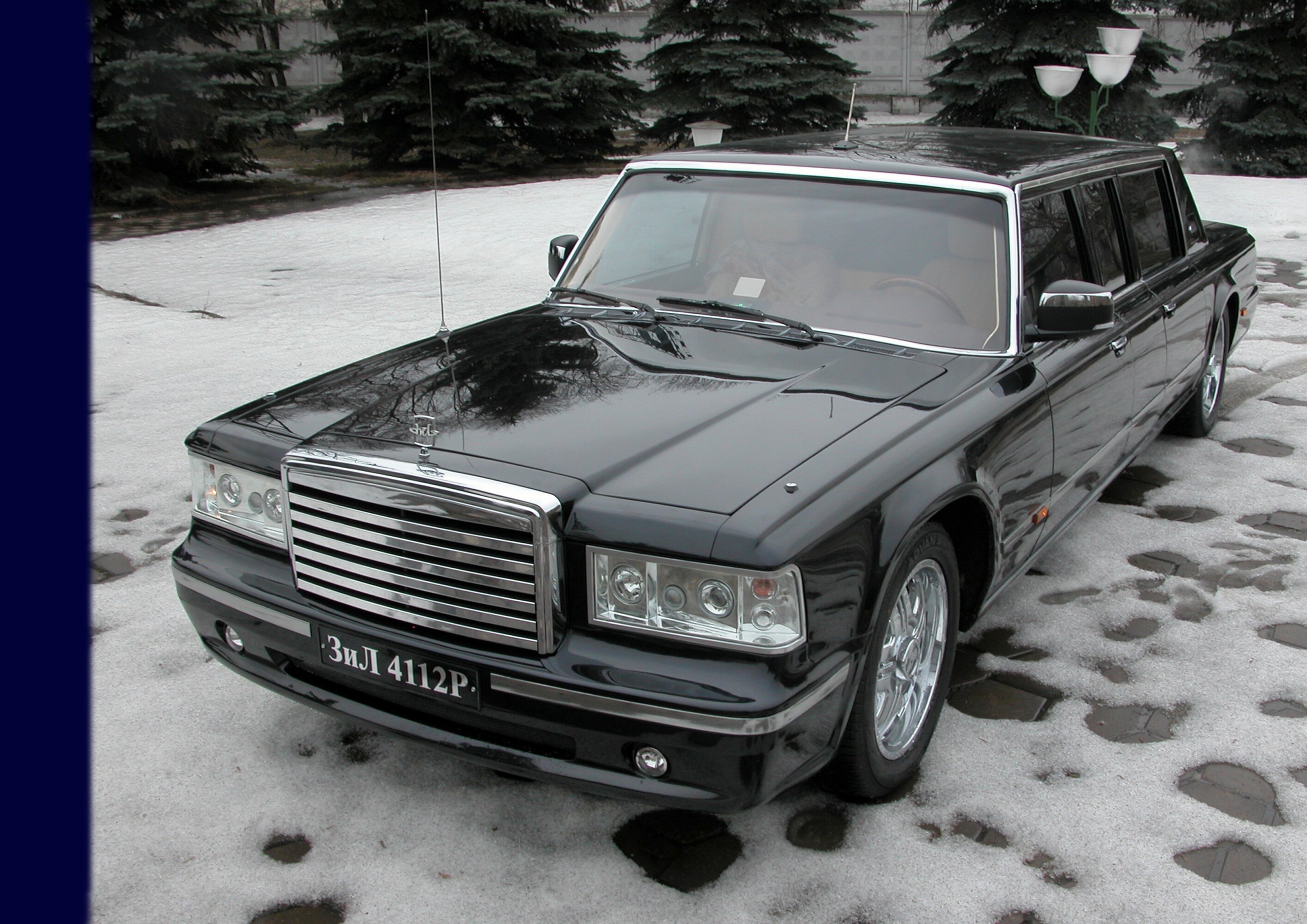
Avant du véhicule.
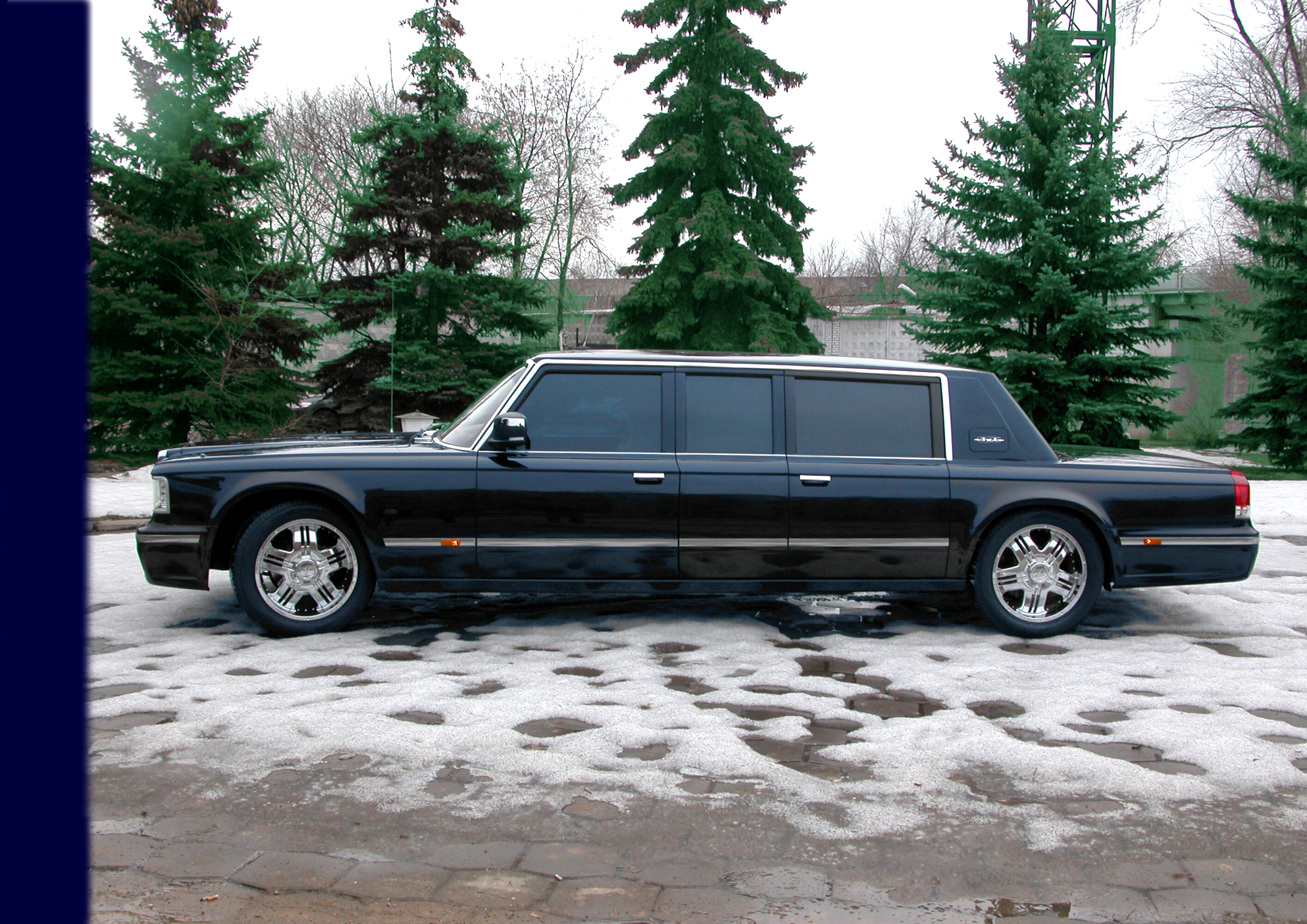
Profil du véhicule.
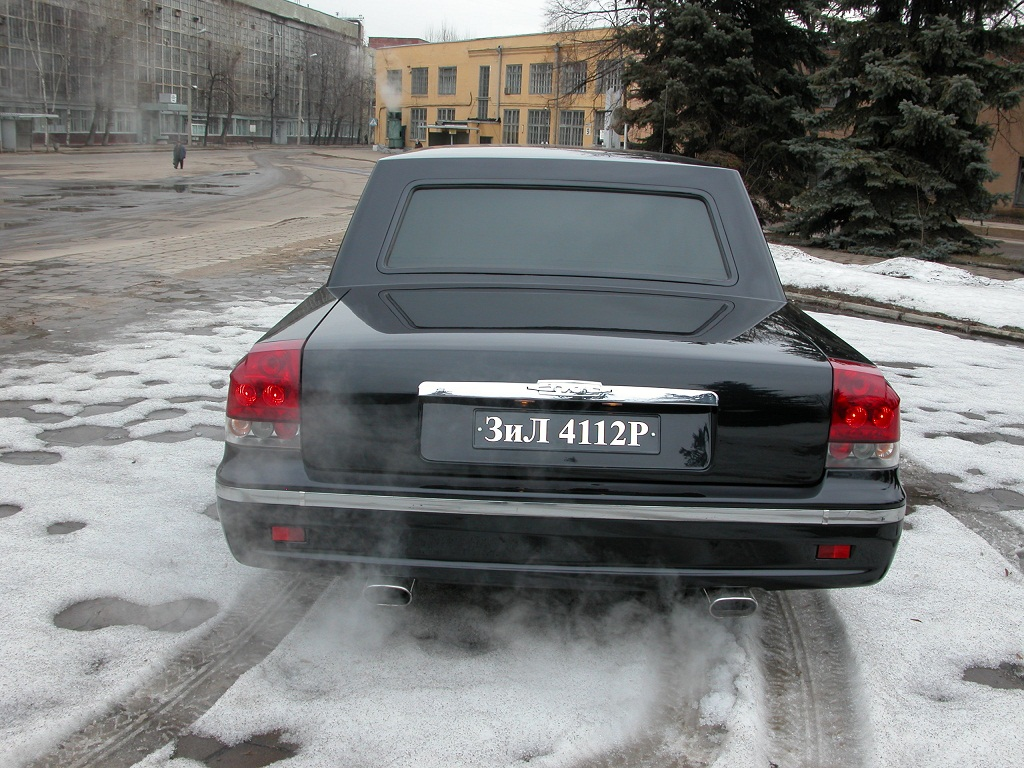
Arrière du véhicule.
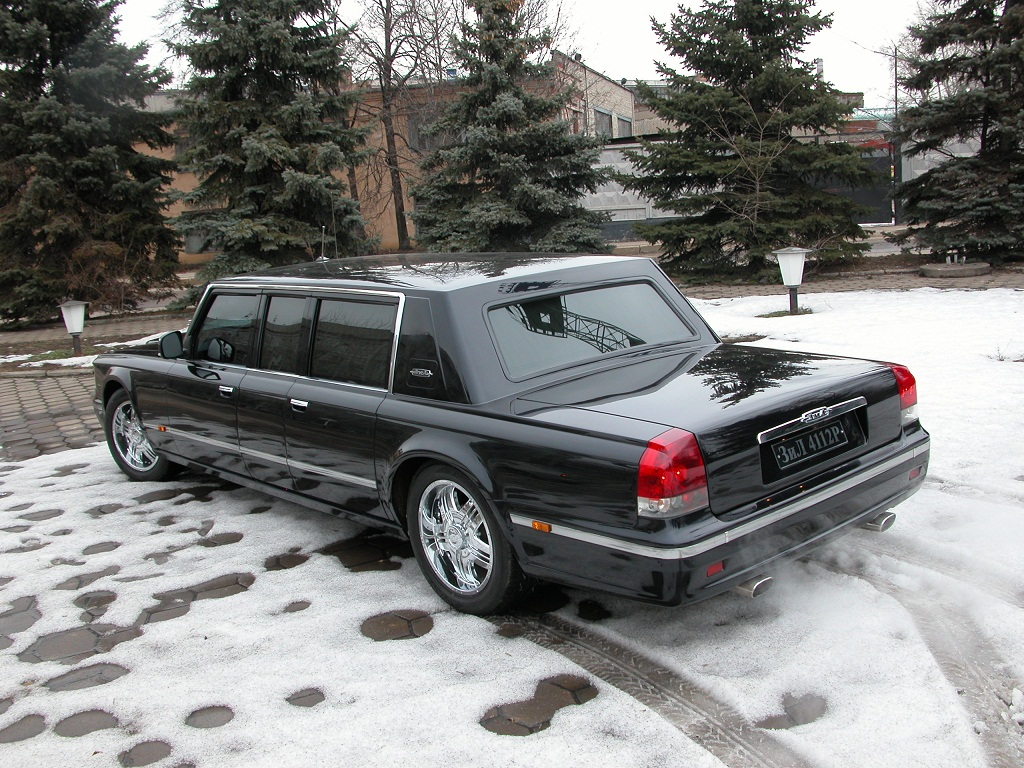
Arrière du véhicule.
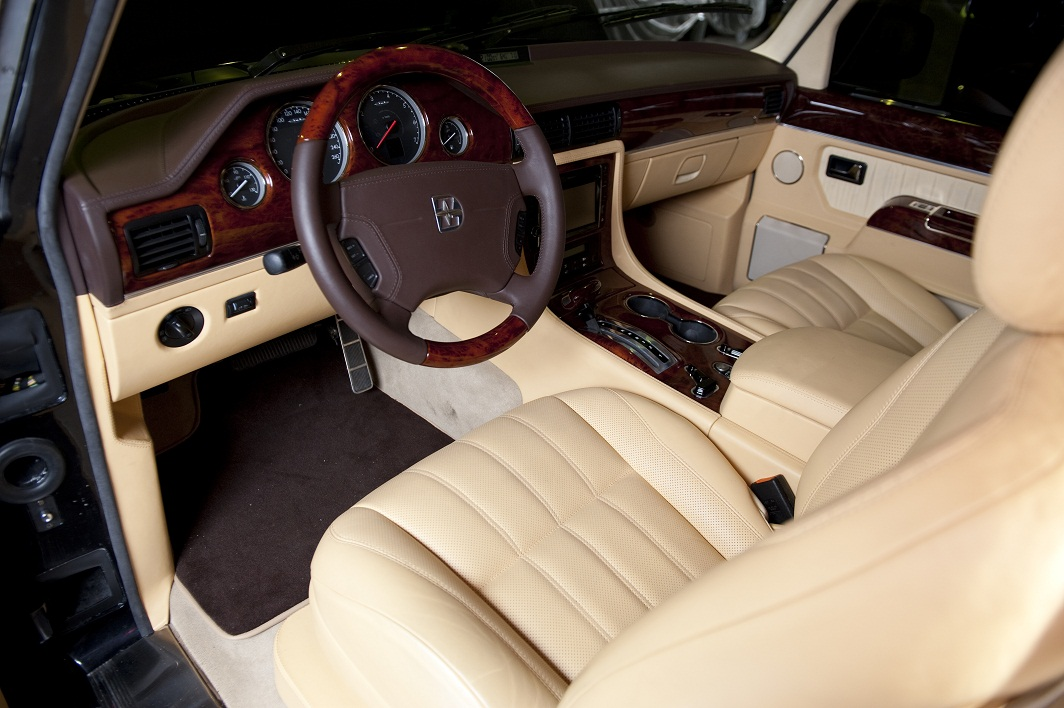
Poste de conduite.
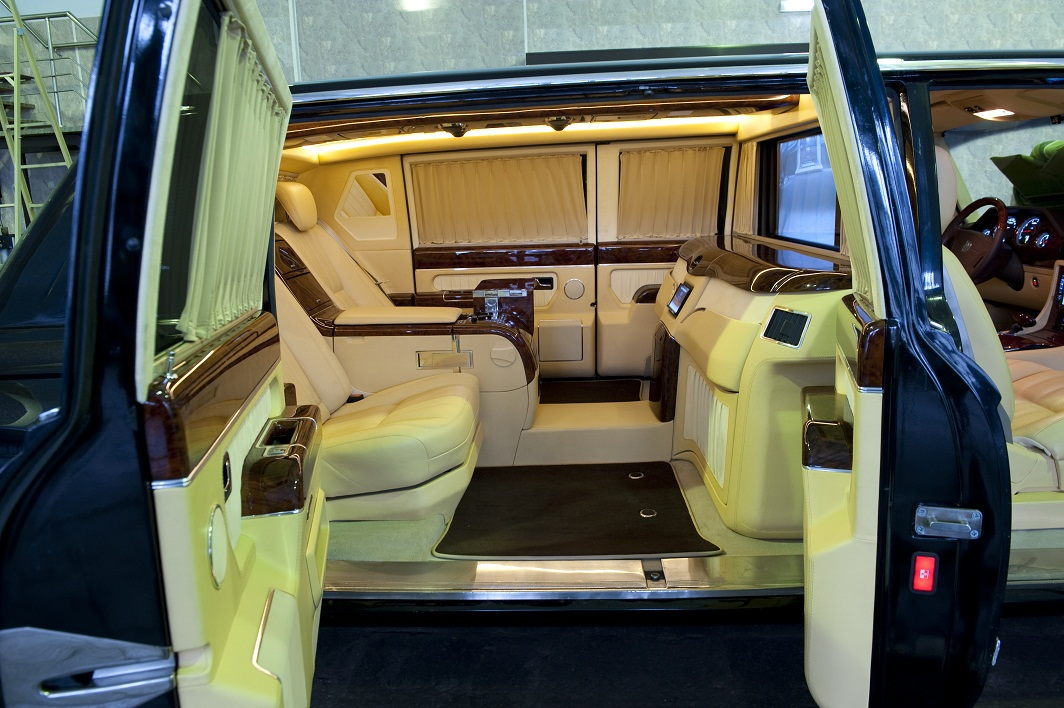
Portes antagonistes.
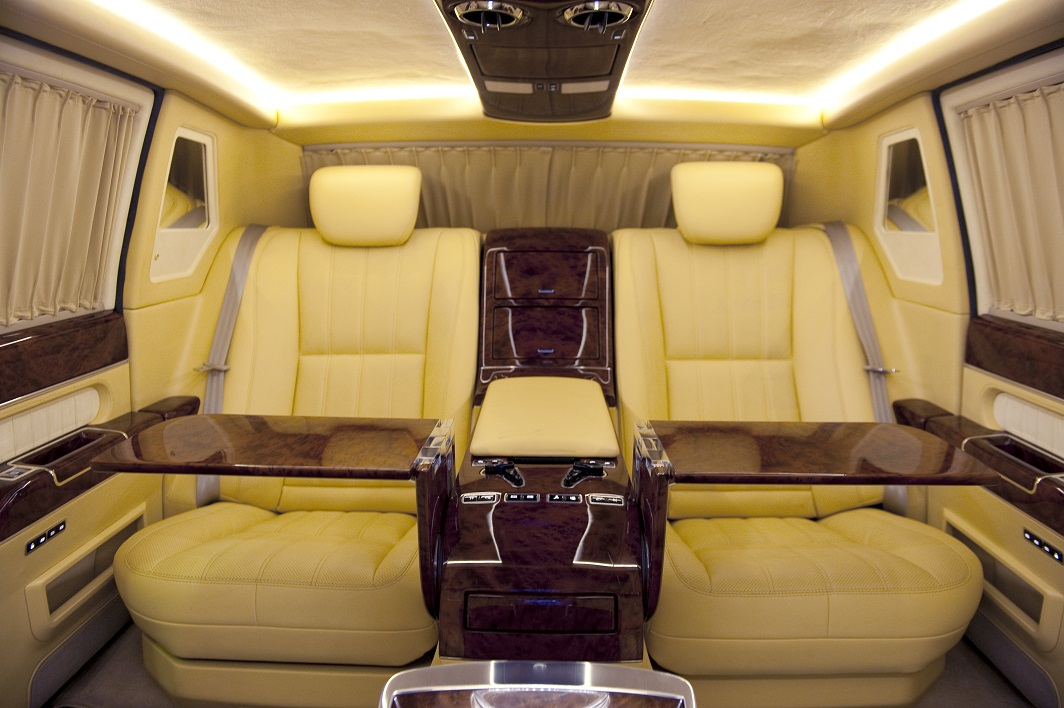
Sièges arrière.
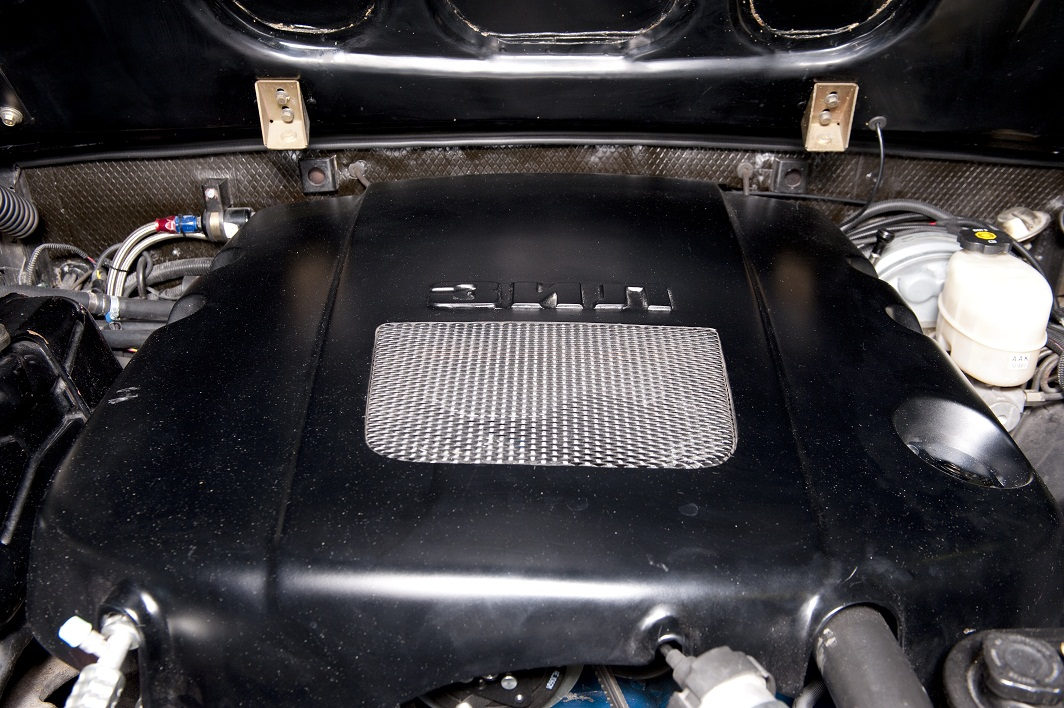
Moteur.